# Atelier Van Bokhoven en Jonkers

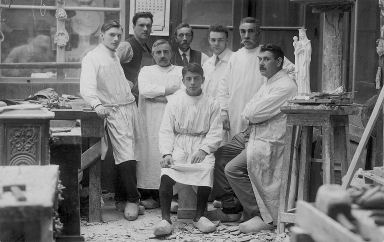
Een kijkje in het atelier

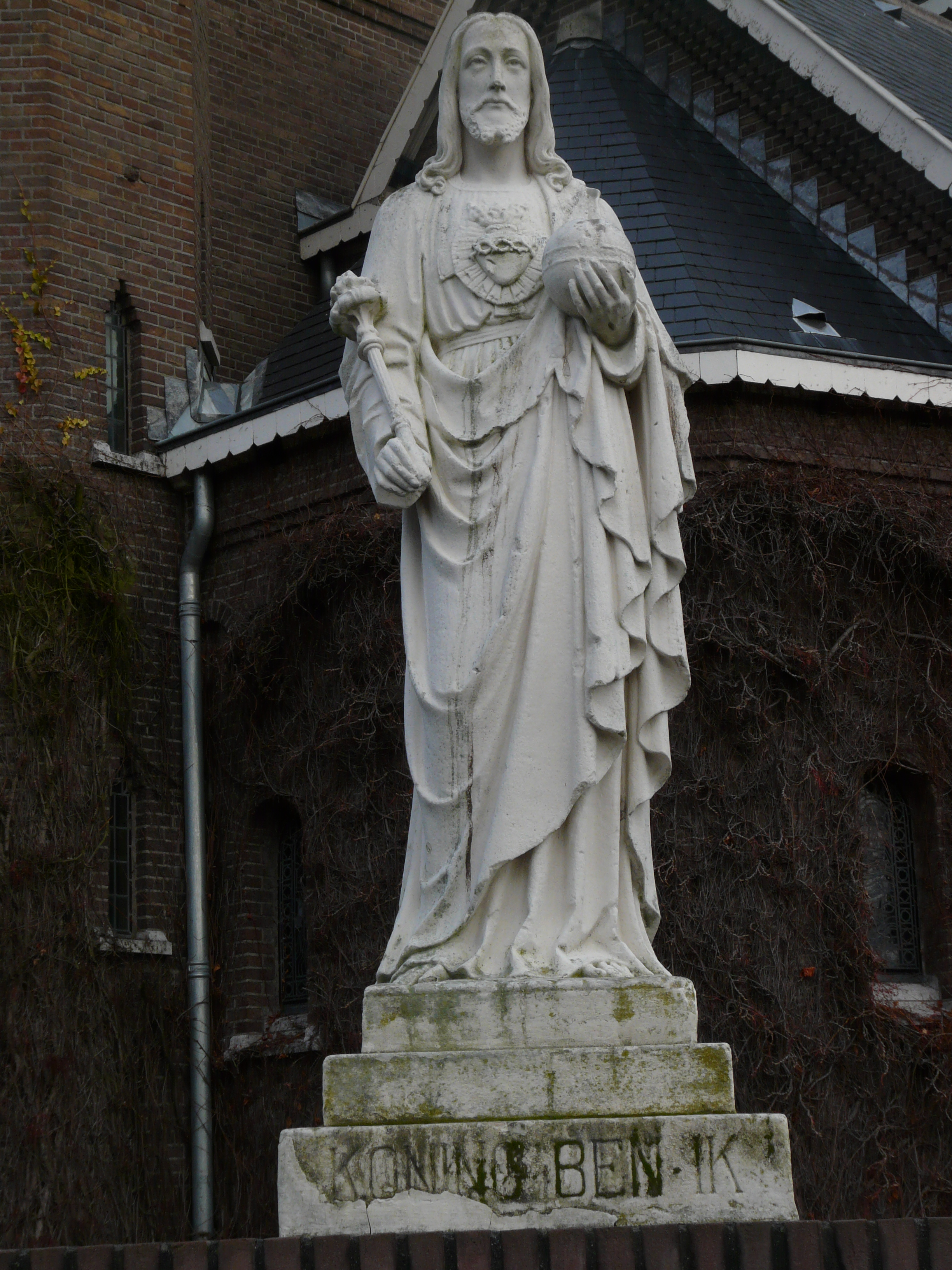
Heilig Hartbeeld in Teteringen

Atelier Van Bokhoven en Jonkers was een Nederlandse onderneming in 's-Hertogenbosch (1918-1934), gespecialiseerd in het maken van beeldhouwkunst.

## Geschiedenis
Beeldhouwer Michiel van Bokhoven (1852-1929) begon rond 1885 een eigen atelier in 's-Hertogenbosch. In 1904 kwam Henri Jonkers (1877-1963) bij hem aan het St. Janskerkhof werken. Jonkers verliet het atelier in 1917, om als zelfstandig beeldhouwer te werken, maar werd een jaar later door Van Bokhoven teruggevraagd. Zij gingen samen verder als compagnons in het atelier "Van Bokhoven en Jonkers". Van Bokhoven trad in 1923 terug en werd opgevolgd door zijn zoon Anton, Jonkers kreeg de verantwoordelijkheid voor al het beeldhouwwerk.
Rond 1930 werkten er veertien mensen in het atelier, waaronder vijf beeldhouwers, kerkschilders, meubelmakers, polychromeurs en een tekenaar. In 1934 werd het bedrijf ontbonden. Een aantal van de beeldhouwers kreeg werk bij de St. Jan, Jonkers en Piet Verdonk gingen voor zichzelf verder.
Het atelier maakte vooral religieuze werken voor in en rond kerkgebouwen, waaronder altaren, kruiswegstaties en Heilig Hartbeelden.

## Werken (selectie)
- gevelbeelden Nieuwe Sint-Jacobskerk (ca. 1918) in 's-Hertogenbosch[2]
- Heilig Hartbeeld (Linden) (1919)
- Heilig Hartbeeld (Waalwijk) (1920)
- Heilig Hartbeeld (Den Dungen) (1922)
- Heilig Hartbeeld (Vlijmen) (1922)
- Heilig Hartbeeld (Boekel) (1925?)
- Heilig Hartbeeld (Olland) (1926)
- Heilig Hartbeeld (Teteringen, Hoolstraat) (1927?)
- Heilig Hartbeeld (Haren) (1929)
- Heilig Hartbeeld (Liempde) (1932)
- Heilig Hartbeeld (Deurne) (1933), ontwerp van August Hermans